# Alà dei Sardi
Alà dei Sardi (tiếng Sardegna: Alà hoặc Elà) là một đô thị ở tỉnh Sassari trong vùng Sardegna, có khoảng cách khoảng 160 km về phía bắc của Cagliari và cách khoảng 35 km về phía tây nam của Olbia.
Alà dei Sardi giáp các đô thị: Berchidda, Bitti, Buddusò, Monti, Olbia, Oschiri, Padru.